# Marowijnekreek
De Marowijnekreek (Frans: Malani of Marouini) is een rivier in het betwiste gebied tussen Frans-Guyana en Suriname. Volgens Suriname vormt het de grensrivier, maar Frankrijk is van mening dat de Litani de grens vormt. De rivier heeft zijn bron bij de berg Pic Coudreau in het Toemoek-Hoemakgebergte. Uiteindelijk mondt de Marowijnekreek bij Antecume Pata uit in de Lawa. De rivier is 245 km lang.

## Naam
De rivier is in Suriname en Nederland bekend onder de naam van Marowijnekreek. In Frankrijk werd de naam Marouini gebruikt, maar begint de Wayana-naam Malani de geaccepteerde naam te worden. In het verleden werden Marouini en Marowijnekreek ook gebruikt om de Lawa aan te duiden.

## Loop
De Marowijnekreek heeft zijn bron bij de Pic Coudreau, een 711 meter hoge inselberg in het Toemoek-Hoemakgebergte bij de grens met Brazilië. De rivier loopt eerst naar het zuiden en maakt een bocht van 180 graden om de Pic Coudreau waarna de rivier door het dichte tropische regenwoud naar het noorden kronkelt. De belangrijkste zijrivier is de Wanapi met een lengte van 92 km. Uiteindelijk vloeit de Marowijnekreek bij Antecume Pata samen met de Litani en vormt de Lawa, die later de Marowijne heet, en die uitmondt in de Atlantische Oceaan.

## Oorspronkelijke bewoning
In 1791 werden de Aluku marrons uit Suriname verjaagd en vestigden zich in Frans-Guyana. Het volk trok later door naar de Marowijnekreek. Ook hier waren ze niet geheel veilig, want Boni, de leider van het volk, werd op 19 februari 1793 aan de Marowijnekreek vermoord. De Aluku keerden langzamerhand terug naar Gaan Day aan de Lawa, en hadden rond 1839 de rivier verlaten.
Vanaf de jaren 1880 trokken de inheemse Wayana van de Parurivier in Brazilië naar het noorden via de Marowijnekreek en de Litani. Aan de rivier werden verschillende dorpen gesticht die door Henri Coudreau in 1893 bezocht werden. Met uitzondering van Saint Laurent, dat aan de monding ligt, is de rivier tegenwoordig onbewoond.